# Strigopidae
- Commons
- Wikispecies

Strigopidae é uma família de aves da ordem Psittaciformes endêmica da Nova Zelândia. Assim como outros psittaciformes, possuem uma dieta baseada em sementes, frutas, nozes e invertebrados. Algumas das espécies desta família ocasionalmente comem carcaças. Todas as espécies estão ameaçadas de extinção. Os Strigopidae são considerados a família mais basal dentro de Psitaciformes

## Gêneros
| Gênero   | Espécie             | Imagem |
| -------- | ------------------- | ------ |
| Strigops | Strigops habroptila |        |
| Nestor   | Nestor notabilis    |        |
| Nestor   | Nestor meridionalis |        |
| Nestor   | Nestor productus†   |        |